# Ermentruda Orleanska
Ermentruda Orléanska (Ermentrude d'Orléans; 27. rujna 823. – 6. listopada 869.) bila je franačka kraljica kao supruga Karla II., za kojeg se udala 842. godine.
Njezini su roditelji bili Odo I., orleanski grof i njegova žena, Engeltruda Fézensaška.
Bila je majka Judite, Luja II., Lotra, Karlomana, Gizele, Hildegarde, Karla, Ermentrude i Rotrude. 
Karlo joj je dao samostan Chelles, ali se ona odvojila od njega jer joj je ubio brata Vilima 866. godine.
Pokopana je u bazilici Saint-Denis.